# Junior G-Men (seriado)
Junior G-Men é um seriado estadunidense de 1940, gênero policial, dirigido por Ford Beebe eJohn Rawlins, em 12 capítulos, estrelado por Billy Halop, Huntz Hall e Gabriel Dell. Foi produzido e distribuído pela Universal Pictures, e veiculou nos cinemas estadunidenses a partir de 1 de outubro de 1940.
Foi o 116º dos 137 seriados da Universal Pictures, e o 48º sonoro. Foi um dos três seriados estrelados pelo grupo "The Dead End Kids e Little Tough Guys",  que na época estava sob contrato da Universal Pictures.
O seriado de 1941, também da Universal Pictures, Sea Raiders, apresenta igualmente o mesmo grupo de jovens “The Dead End Kids”, assim como a seqüência de Junior G-Men, denominada Junior G-Men of the Air, de 1942.

## Histórico: “The Dead End Kids”
Em 1934, o dramaturgo Sidney Kingsley escrevera uma peça, Dead End, sobre um grupo de crianças crescendo nas ruas de Nova Iorque. Quatorze crianças foram contratadas para interpretar vários vários papéis na peça, entre eles Billy Halop, Huntz Hall, Bernard Punsly, Gabriel Dell, que atuam neste seriado. A peça iniciou em outubro de 1935, no Belasco Theatre, na Broadway, e teve 684 apresentações. Samuel Goldwyn e William Wyler viram a peça e decidiram transformá-la em um filme. Pagaram $165.000 dólares pelos direitos do filme e começaram a fazer testes com atores em Los Angeles. Com dificuldades para encontrar atores que pudessem transmitir as emoções que viram na peça, Goldwyn e Wyler levaram seis dos atores originais (Billy Halop, Bobby Jordan, Huntz Hall, Bernard Punsly, Gabriel Dell e Leo Gorcey) a Hollywood para fazer o filme. As crianças foram contratadas por dois anos, permitindo possíveis futuros filmes e começaram a trabalhar no filme de 1937, da United Artists, Dead End.
Durante a produção, os meninos corriam selvagemente em torno do estúdio, destruíam a propriedade, incluindo um caminhão que eles colapsaram com um som de palco. Goldwyn resolveu não usá-los novamente e vendeu o seu contrato à Warner Brothers. A Warner Brothers tinha inicialmente tentado renomeá-los como “The Crime School Kids” por meio de anúncios para seus dois primeiros filmes produzidos então, começando com Crime School (1937), desassociando-os de seu filme anterior em outro estúdio, numa tentativa de promover o seu próprio. No entanto, isso foi tudo em vão, o novo nome nunca pegou, permanecendo o nome “The Dead End Kids”. Na Warner Brothers, o grupo “Dead End Kids” fez seis filmes com alguns dos melhores atores de Hollywood.
Pouco tempo depois de fazeram seu primeiro filme na Warner Brothers, em 1938, a Universal emprestou os Dead End Kids, exceto Bobby Jordan e Leo Gorcey, e fez doze filmes e três seriados de 12 capítulos sob os nomes de equipe de "The Dead End Kids" e "Little Tough Guys". A Universal também contratou David e Hally Chester para se juntar à equipe.
Devido ao grupo original “Dead End Kids” estar então trabalhando para vários estúdios, seus filmes para a Universal foram feitos aproximadamente ao mesmo tempo com a série da Warner Brothers, “Dead End Kids” e posteriormente, a série da Monogram Pictures, “The East Side Kids”. O último filme da Universal foi Keep Em Slugging, lançado em 1943.

## Sinopse
Um grupo de sabotadores que se intitula Flaming Torches está tentando desestabilizar o governo e rapta vários cientistas proeminentes, incluindo o pai de um membro de gangue de rua local. A quadrilha junta-se ao FBI e aos "Junior G-Men" para deter os sabotadores.

## Junior G-Men
Junior G-Men foi um clube de meninos e se tornou um fenômeno da cultura popular estadunidense durante o final dos anos 1930 e início dos anos 1940, que começou com um programa de rádio. Depois de deixar o FBI e um breve período de tempo em Hollywood, Melvin Purvis fez um programa de rádio infantil chamado "Junior G-Men" em 1936.

## Elenco
- Billy Halop … Billy Barton
- Huntz Hall … Gyp
- Gabriel Dell … Terry
- Bernard Punsly … Lug
- Ken Lundy … Buck
- Harris Berger … Marinheiro (não-creditado)
- Hally Chester … Murph, um Junior-G Man (não-creditado)
- Kenneth Howell … Harry Trent
- Roger Daniels … Midge
- Phillip Terry … Jim Bradford
- Russell Hicks … Coronel Robert Barton
- Cy Kendall … Brand
- Ben Taggart … Capitão Severn
- Victor Zimmerman … Al Corey, a thug
- Edgar Edwards … Evans
- Gene Rizzi … Foster
- Florence Halop … Mary
- William Desmond … Policial irlandês (não-creditado)
- Tom London ... Kearney
- Kenneth Harlan	...	Dyer, Guarda do portão da fábrica [Cp. 9] (não creditado)
- Lane Chandler	...		Segundo policial no colapso do edifício [Cp. 6] (não creditado)

### Dublês
- Dave Sharpe dublando Billy Halop como Billy Barton.

## Capítulos
1. Enemies Within
2. The Blast of Doom
3. Human Dynamite
4. Blazing Danger
5. Trapped by Traitors
6. Traitors' Treachery
7. Flaming Death
8. Hurled Through Space
9. The Plunge of Peril
10. The Toll of Treason
11. Descending Doom
12. The Power of Patriotism

Fonte: